# ミシェル・ミチナ
ミシェル・ミチナ（Michelle Michina）は、日本のシンガーソングライターである。